# Федосеев, Владимир Анатольевич
Владимир Анатольевич Федосеев (12 февраля 1932, Калининская область — 29 ноября 2007, Санкт-Петербург) — советский и российский учёный, доктор экономических наук, профессор, специалист в сфере природопользования, минерально-сырьевых ресурсов, планирования и управления горной промышленностью в экстремальных природно-климатических условиях Севера. Получил известность также как научный руководитель диссертации Владимира Путина, ряд источников высказывают сомнения в оригинальности этого труда.

## Биография и научные достижения
Родился 12 февраля 1932 года в посёлке совхоза «Труд» Калининской области.
В 1956 году окончил Ленинградский политехнический институт.
В 1965 году защитил кандидатскую диссертацию по экономике на тему «Экономическая эффективность комплексного использования железо-титано-ванадиевых руд». В 1981 году защитил докторскую диссертацию на тему «Долгосрочная комплексная программа рационального использования полезных ископаемых Крайнего Севера: проблемы, теория, методология». В 1986 году присвоено звание профессора.
В 1971—1982 гг. работал в Кольском филиале Академии наук (КФАН) СССР заведующим отделом экономических исследований.
В 1982—1984 работал заместителем директора по науке в Северо-Западном филиале Центрального научно-исследовательского экономического института при Госплане РСФСР.
В 1984—1988 работал директором Института экономических и международных проблем освоения океана Дальневосточного отделения АН СССР, начальником аналитического отдела, председателем Комитета по управлению зоной свободного предпринимательства мэрии Санкт-Петербурга (1988—1995).
Авторитетный специалист в области экономики природопользования, планирования и управления горной промышленности, менеджмента (производственного, стратегического, инновационного), освоения природных ресурсов Мирового океана, формирования свободных экономических зон. Сформулировал теорию и методологию формирования целевых комплексных инвестиционных программ освоения и рационального использования территориальных сочетаний минерально-сырьевых ресурсов многоцелевого назначения, в том числе природных ресурсов Мирового океана, а также создания и функционирования свободных экономических зон. Предложил оригинальные методы экономической оценки полезных ископаемых применительно к региональным сочетаниям минерально-сырьевых ресурсов и формирования на их основе многоотраслевых промышленных комплексов. Разработал теорию, методологию и методы программно-ориентированного управления структурными преобразованиями в промышленности; теорию стратегического менеджмента в сфере природопользования.
В сфере научных интересов Федосеева — методология экономической оценки полезных ископаемых применительно к региональным сочетаниям минерально-сырьевых ресурсов многоцелевого назначения и применение ресурсооценочной концепции к оценке стратегического потенциала региона, промышленности, национальной экономики. Учёным разработаны экономико-математические модели и решение оптимизационных задач рационального использования территориальных сочетаний полезных ископаемых в экстремальных природно-климатических условиях, предложено определение параметров их эксплуатации в оптимальном режиме при условии функционирования на их основе межотраслевых промышленных комплексов. Выдвинута концепция управления структурными преобразованиями в промышленности на основе методологии программно-ориентированного управления с использованием современных информационных технологий и вывода промышленности на новый уровень экономического роста.
Большое значение имеет научная, научно-организационная и практическая деятельность Федосеева в разработке концепции создания в Российской Федерации свободных экономических зон различной функциональной направленности. По оценке прессы, Федосеев — «весьма известная фигура в области экономики минерального сырья».

## Подготовка научных кадров
В течение многих лет Федосеев входил в состав Президиума КФАН. Наряду с научной, научно-организационной и практической деятельностью ведёт педагогическую работу, участвует в подготовке научных кадров высшей квалификации. Подготовил 8 докторов и 15 кандидатов экономических наук. Под руководством Федосеева подготовил и защитил кандидатскую диссертацию под названием «Стратегическое планирование воспроизводства минерально-сырьевой базы региона в условиях формирования рыночных отношений (Санкт-Петербург и Ленинградская область)» будущий Президент РФ В.Путин. Защита этой диссертации состоялась в 1997 году в Санкт-Петербургском горном институте.
Федосеев — член специализированного Совета по защите докторских и кандидатских диссертаций. С 1995 года — профессор кафедры организации и управления Санкт-Петербургского государственного горного института (технического университета).
Скончался 29 ноября 2007 года в Санкт-Петербурге.

## Награды
Награждён медалью «За трудовую доблесть».

## Основные публикации
Автор более 150 научных работ, из них около 100 опубликованных, в том числе 12 монографий. 11 работ опубликовано за рубежом: в США, Германии, Японии, Швеции.
- Экономика обогащения железных руд, 1974;
- Эффективность использования минерального сырья в условиях Крайнего Севера, 1979;
- Проблемы воспроизводства минерально-сырьевой базы России, 2001.